# Giacomo Mascardi
Giacomo Mascardi (Roma, 1567 – Roma, 8 dicembre 1634) è stato un tipografo italiano; divenne famoso dopo la sua morte per il suo rapporto con l'Accademia dei Lincei e in particolare per il suo ruolo nella stampa delle opere di Galileo Galilei.

## Biografia
Attivo a Roma nel XVII secolo, pubblicò il primo libro a suo nome nel 1606. Mascardi collaborò con Domenico Basa, direttore della Tipografia Apostolica Vaticana, con la Tipografia Medicea Orientale e con lo stampatore Stefano Paolini.
Mascardi era particolarmente attivo nel campo della medicina e delle nuove scienze sperimentali. Nel 1622 la sua officina era situata in via Piè di Marmo, dove aveva aperto anche una rivendita di libri; da lì si trasferì in Piazza Sciarra e, infine, di fronte alla Chiesa di San Marcello al Corso, nei locali dove dalla fine del Cinquecento aveva avuto sede l'officina di Bartolomeo Zanetti (e dove nel XVIII secolo sarebbe stata aperta la libreria di Bouchard & Gravier).
Dopo la morte di Giacomo, Vitale Mascardi, suo nipote, continuò a dirigere la tipografia con il nome di famiglia.
Successivamente nella ex tipografia di Vitale Mascardi, situata in Roma all'insegna della Regina in Parione, rione VI - , verso la fine della prima metà del XVII secolo, si installò Hermanno Scheus.

## Principali opere stampate
Sotto la direzione di Giacomo, l'officina Mascardi pubblicò 471 libri, molti dei quali splendidamente illustrati. Tra essi sono da ricordare soprattutto:
- Gli Animalia Mexicana di Giovanni Faber (1628, prima sezione della monumentale Rerum medicarum Novae Hispaniae thesaurus seu Plantarum animalium mineralium Mexicanorum historia di Francisco Hernández de Toledo, più noto come Tesoro messicano, pubblicato da Vitale nel 1653);
- Il Vago e dilettevole giardino di varie lettioni di Muzio Pansa (1608);
- il Trattato della natura del vino, e del ber caldo e freddo dell'erudito fiammingo Teodoro Ameyden (1608);
- Dell'Antichità Tiburtine di Antonio Del Re (1611)
- De maculis Solaribus di Christoph Scheiner (1613);
- L'Antiquae Urbis splendor di Giacomo Lauro (1614);
- Il Sommario delle vite de gl'imperatori romani (1621);
- Tommaso Stigliani, Il mondo nuovo, 1628.
- Le machine di Giovanni Branca (1629);
- Due edizioni successive dei Discorsi di Pietro Paolo Magni piacentino sopra il modo di Sanguinare (1613 e 1626);
- L'Istoria e dimostrazioni intorno alle macchie solari e loro accidenti (1613) e Il Saggiatore (1623) di Galileo Galilei;
- L'Apiarium di Federico Cesi (1625);
- Il Persio tradotto in verso sciolto di Francesco Stelluti (1630).

Giacomo Mascardi fu anche editore del De aeris transmutationibus di Giovanni Battista Della Porta (1614) e del De tribus cometis di Orazio Grassi (1619). Pubblicò con Maurizio Bona un'edizione della famosissima guida di Roma, Le cose merauigliose dell'alma città di Roma nel 1609 e gli Annales Ecclesiastici del cardinale Cesare Baronio (1612). A spese di Andrea Brogiotti pubblicò i volumi I e VI (1621, 1634) delle Quaestiones medico-legales di Paolo Zacchia, un trattato fondamentale di medicina legale che conservò autorevolezza fino al XIX secolo. Nel 1616 ripubblicò una delle più ambiziose produzioni antiquarie uscite dall'officina di Francesco Zanetti (in collaborazione con Bartolomeo Tosi), l'Historia utriusque belli Dacici a Traiano Caesare gesti di Alfonso Chacón.